# Harrimanella hypnoides
Espèce
Harrimanella hypnoides, ou cassiope hypnoïde, est une espèce de plantes à fleurs de la famille des éricacées. Elle a une distribution circumpolaire.

## Synonyme
- Cassiope hypnoides